# Fagerskål
Fagerskål (Melastiza contorta) är en svampart som först beskrevs av Massee & Crossl., och fick sitt nu gällande namn av Spooner & Y.J. Yao 1995. Fagerskål ingår i släktet Melastiza och familjen Pyronemataceae.  Arten är reproducerande i Sverige. Inga underarter finns listade i Catalogue of Life.